# 板垣修

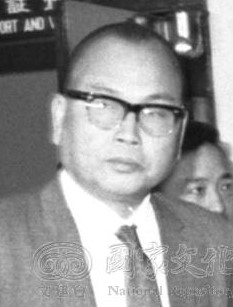
1970年

板垣 修（いたがき おさむ、1907年2月26日 - 1987年11月19日）は、日本の外交官。

## 来歴・人物
宮城県仙台市出身。1931年高等試験外交科、行政科試験に合格。翌32年東京帝国大学法学部政治学科卒業、外務省に入省。英国、中国などに勤務し、南京の中華民国大使館勤務中に終戦を迎える。1946年以降、外務省管理局経済部総務課長、総務局資料課長、同局総務課長、中国連絡調整事務局長、貿易局長、経済審議庁審議官を務める。
その後、香港総領事、通産省通商局長、外務審議官、アジア局長を経て1959年7月ノルウェー大使に就任。1962年5月フィリピン大使、65年2月インド大使、66年8月カナダ大使、69年5月中華民国（台湾）大使を歴任した後、72年3月に退官。同年12月国交の途絶えた台湾との交流の窓口である交流協会理事長に就任、76年5月退任。翌年4月、勲一等瑞宝章を受ける。

## 栄典
- 1977年（昭和52年）4月29日 - 勲一等瑞宝章[3]